# ニーダーザクセン級フリゲート
ニーダーザクセン級フリゲート（ドイツ語: Fregatte Niedersachsen-Klasse）は、ドイツ海軍向けに建造・計画中のフリゲートの艦級。公称艦型は126型（Klasse 126）。
やや先行するF125型（バーデン・ヴュルテンベルク級）は低強度紛争に特化した特徴的な装備だったのに対し、本級は通常戦への回帰がみられる。

## 来歴
本級の計画の端緒は、2009年初頭から着手された将来水上戦闘艦についての検討にまで遡る。元来はゲパルト級ミサイル艇（143A型）の後継艦として、10年以上後に就役を開始して2050年頃まで運用するためのコルベットとしての計画であり、公称艦型は131型（K131）と予定されていた。K131計画に関する研究ではミッション・モジュール設計のメリットが示されたが、このような設計を導入するにはコルベットでは小さすぎ、また乗員も100人程度は必要であることが確認された。この研究結果を踏まえて、コルベットにはこだわらないよう方針が転換され、公称艦型はMKS180（Mehrzweckkampfschiff 180; 180型多目的戦闘艦）に変更された。
最終的な機能要件（Abschließende funktionale Forderungen: AF）の作成は2011年2月より着手され、2012年3月31日に閣僚の承認を得るために提出された。当時進められていた連邦軍再編に伴って、MKS180計画は改良版CPM（カスタマープロダクトマネジメント）のパイロットプロジェクトとして位置付けられ、AFの要件はCPM文書「能力ギャップと機能要件」（Fähigkeitslücke und Funktionale Forderungen: FFF）に移管された。統合プロジェクトチームで合意されたこの文書は、2012年11月30日に連邦国防省計画局に提出され、2013年3月25日に連邦軍監察官によって承認された。
K131計画時代には8隻を建造する予定だったが、連邦軍再編に伴って2012年には6隻に削減され、2015年には、さしあたり4隻分の建造予算のみを確保することが決定された。2015年より入札が開始され、BAE システムズとドイツ海軍工廠、ダーメン・グループとブローム・ウント・フォス、ティッセンクルップ・マリン・システムズとリュールセンという3組のコンソーシアムが応札した。またフランスのDCNSやイタリアのフィンカンティエリも応札していたが、これらは2016年に入札から撤退、またBAEを中核とするコンソーシアムも2017年に撤退したほか、2018年にはティッセンクルップとリュールセンのコンソーシアムを入札から除外することが決定された。これらの選定を経て、2020年6月、ダーメンを中核とするコンソーシアムが4隻の建造を受注した。また2024年には2隻が追加発注された。

## 設計
K131計画当初はブラウンシュヴァイク級（K130型）と同程度のコルベットとされていたが、ミッション・モジュール設計の導入とともに大型化が進み、MKS 180計画がFFFに盛り込まれた時点では排水量は最大5,000トン程度となり、最終的には満載排水量10,000トンに達した。上部構造物内には海上コンテナを最大10個まで載せられるスペース（ミッション・デッキ）が確保されている。これは単なる輸送にとどまらず無人潜水機（UUV）や無人水上艇（USV）の運用も想定したものであり、艦外に直にアクセスできるように上部構造物の側面に大型の開口部が設けられており、レーダー反射断面積（RCS）削減のためのハッチで覆われている。
一方、このように大型の水上戦闘艦でありながらガスタービンエンジンを搭載しないという点で、機関にも特徴を有する。巡航時にはMTU 20V4000 M65Lディーゼルエンジンを原動機とする発電機（出力 各3,000 kWe）4基を電源とした電動機2基によって推進器を駆動し、高速時にはMAN 32/44CRディーゼルエンジン2基をこれに併用するという方式であり、CODLAD方式と称される。
機関の最大出力は32,000 kW (43,000 hp)、最大速力は26ノット超に留まるが、燃料消費に優れており、大型化した艦型とあわせて、遠隔地における長期行動を実現する意図があるものと推測されている。MKS 180計画がFFFに盛り込まれた時点では21日間の連続洋上運用能力が要求され、北極域や熱帯域を含む全ての気候帯での運用およびシーステート4の状態まで対応することが求められていた。

## 装備

### C4ISR
戦術情報処理装置としてはTACTICOSが搭載されており、またデンマークのシステマティック社が開発したアプリケーションソフトウェアであるSitaWareHQもインストールされる。衛星通信システムはタレス製のSurfSAT-Lを搭載する。
対空捜索レーダーとしてはCバンドのTRS-4D、多機能レーダーとしてはXバンドのAPARブロック2が搭載されており、それぞれアクティブ・フェーズドアレイ・アンテナ（AESAアンテナ）を4面ずつ、上部構造物に固定装備する。これらの対空戦システムについてはAWWS（Above Water Warfare System）射撃指揮クラスターと称されている。なおアトラス・エレクトロニク社製の対潜戦システムが搭載されるが、探信儀はもたず、曳航ソナーのみとするものとみられている。

### 武器システム
艦橋直前には16セルのMk.41 VLSが設置され、SM-2やESSMといった艦対空ミサイルを収容する。また上部構造物の前後にはRAM近接防空ミサイルの21連装発射機が1基ずつ設置されている。後部の塔状構造物とRAM発射機の間には、NSM艦対艦ミサイルの4連装発射筒2基が設置される。
艦首甲板には64口径127mm単装砲（127/64LW）が搭載される。また近接防衛用として、遠隔操作式のMLG27 27mm機関砲と12.7mm機銃を2基ずつ搭載する。

## 比較表
|          |            | B・ヴュルテンベルク級      | 26型                        | コンステレーション級   | ニーダーザクセン級              |
| -------- | ---------- | -------------------------- | --------------------------- | ---------------------- | ------------------------------- |
| 船体     | 満載排水量 | 7,316 t                    | 8,000 t                     | 7,291 t                | 10,550 t                        |
| 船体     | 全長       | 149.5 m                    | 149.9 m                     | 151.18 m               | 166 m                           |
| 船体     | 全幅       | 18.8 m                     | 20.75 m                     | 19.81 m                | 21.7 m                          |
| 主機     | 方式       | CODLAG                     | CODLOG                      | CODLAG                 | CODLAD                          |
| 主機     | 出力       | 27,000 hp                  | 46,500 hp                   | 40,600 hp              | 43,000 hp                       |
| 主機     | 速力       | 26 kt                      | 26 kt                       | 26 kt                  | 26 kt                           |
| 兵装     | 砲熕       | 64口径127mm単装砲×1基      | 62口径5インチ単装砲×1基     | 70口径57mm単装砲×1基   | 64口径127mm単装砲×1基           |
| 兵装     | 砲熕       | 27mm機関砲×2基             | ファランクス CIWS×2基       | 70口径57mm単装砲×1基   | 27mm機関砲×2基                  |
| 兵装     | 砲熕       | 12.7mmRWS×5基              | DS30M 30mm機銃×2基          | M240またはM2機銃×複数  | 12.7mm機銃×2基                  |
| 兵装     | 砲熕       | 12.7mm機銃×2基             | ―                           | M240またはM2機銃×複数  | ―                               |
| 兵装     | ミサイル   | RAM 21連装発射機×2基       | VLS×24セル （シーセプター） | Mk.41 VLS×32セル       | Mk.41 VLS×16セル （SM-2、ESSM） |
| 兵装     | ミサイル   | RAM 21連装発射機×2基       | Mk.41 VLS×24セル            | RAM 21連装発射機×1基   | RAM 21連装発射機×2基            |
| 兵装     | ミサイル   | ハープーン 4連装発射筒×2基 | ―                           | NSM 4連装発射筒×4基    | NSM 4連装発射筒×2基             |
| 兵装     | 水雷       | ―                          | 3連装短魚雷発射管×2基       | ―                      | ―                               |
| 艦載機   | 艦載機     | NFH90×2機                  | AW159 / AW101×1機           | MH-60R×1機 + MQ-8C×1機 | NFH90×2機                       |
| 同型艦数 | 同型艦数   | 4隻                        | 8隻予定                     | 20隻予定 （1隻艤装中） | 6隻予定 （1隻艤装中）           |

## 同型艦

### 同艦型一覧
| #    | 艦名                           | 起工          | 進水 | 就役               |
| ---- | ------------------------------ | ------------- | ---- | ------------------ |
| F227 | ニーダーザクセン Niedersachsen | 2024年 6月3日 | －   | 2028年 7月（予定） |
| F228 | ザールラント Saarland          |               |      | 2030年 4月（予定） |
| F229 | ブレーメン Bremen              |               |      | 2031年 4月（予定） |
| F230 | テューリンゲン Thüringen       |               |      | 2032年 1月（予定） |